# Liste de groupes musicaux de la région de la baie de San Francisco
 (octobre 2008).
Si vous disposez d'ouvrages ou d'articles de référence ou si vous connaissez des sites web de qualité traitant du thème abordé ici, merci de compléter l'article en donnant les références utiles à sa vérifiabilité et en les liant à la section « Notes et références ».
Voici une liste des principaux groupes musicaux originaires de la région de la baie de San Francisco, dans l'État de Californie, aux États-Unis.

## Péninsule de San Francisco/Baie nord (San Francisco Peninsula/North Bay)
- The Beau Brummels
- Big Brother and the Holding Company
- Black Rebel Motorcycle Club
- Blue Cheer
- The Charlatans
- Con Funk Shun
- Country Joe and the Fish
- Creedence Clearwater Revival
- Counting Crows
- Dead Kennedys
- The Donnas
- Exodus
- Faith No More
- Grateful Dead
- The Great Society
- Huey Lewis and the News
- It's a Beautiful Day
- Jefferson Airplane
- Jefferson Starship
- Journey
- Moby Grape
- New Riders of the Purple Sage
- Quicksilver Messenger Service
- Red House Painters
- The Residents
- Santana
- Sly and the Family Stone
- Steve Miller Band
- Tiger Army
- Third Eye Blind
- Tower of Power
- Train
- Tsunami Bomb
- Romeo Void
- War

## Baie est (East Bay)
- AFI
- All Shall Perish
- Crimpshrine
- En Vogue
- Gravy Train!!!!
- Green Day
- Hazel English
- Jawbreaker
- Link 80
- The Lookouts
- Machine Head
- Neurosis
- NOFX
- Operation Ivy
- Pansy Division
- Pinhead Gunpowder
- The Pointer Sisters
- Primus
- Rancid
- Rogue Wave
- Tony! Toni! Toné!
- Tower of Power

## Baie sud (South Bay)
- Count Five
- The Doobie Brothers
- Dredg
- Lars Frederiksen and the Bastards
- No Use for a Name
- Smash Mouth
- Syndicate of Sound
- Trapt
- Xiu Xiu
- Y&T